# Kovilpatti
Kovilpatti (en tamil: கோவில்பட்டி ) es una localidad de la India en el distrito de Thoothukudi, estado de Tamil Nadu.

## Geografía
Se encuentra a una altitud de 106 m s. n. m. a 562 km de la capital estatal, Chennai, en la zona horaria UTC +5:30.

## Demografía
Según estimación 2010 contaba con una población de 93 301 habitantes.